# Folkets Park (København)
 For alternative betydninger, se Folkets Park. (Se også artikler, som begynder med Folkets Park)
Folkets Park er en folkepark på Nørrebro i København. Den ligger mellem Griffenfeldsgade og Stengade. Parken blev lavet i 1971, og renoveret i 2008.